# Pastís de llimona merengada

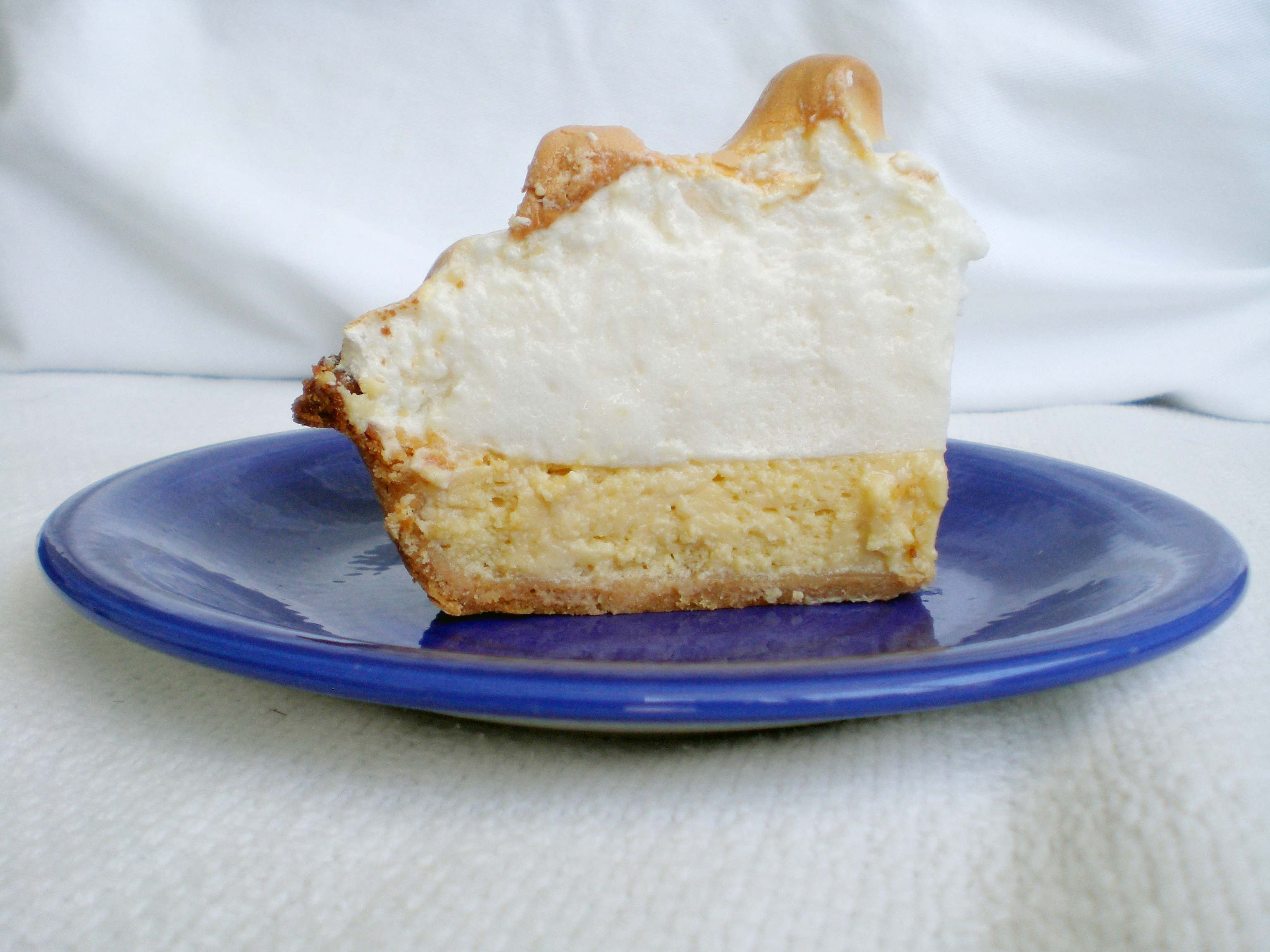
Una porció de tarta merengada de llimona

El pastís de llimona merengada o tarta de llimona merengada és una tarta de crema de llimona i coberta amb una merenga feta amb algunes de les clares sobrants de fer la crema, que a més servirà per a compensar l'acidesa de la crema de llimona. La tarta es cou al forn per a daurar la merenga. La base pot ser una pasta brisa o pasta de galeta aixafada, segons les versions. La crema de llimona pot ser un lemon curd o una mena de crema catalana espessa amb llimona. És molt popular a Europa i a alguns països d'Amèrica.

## Als Estats Units
Als Estats Units es consideren unes postres típiques de Florida, tot i que és popular per tot arreu. El tipus específic de llimona, en anglès "Key lime", que dona nom al pastís en anglès als Estats Units, es diu així perquè era conreat als Florida Keys, encara que avui dia ja no s'hi conreen.
També als Estats Units hi ha múltiples variants del pastís, una d'elles amb llet condensada, rovells d'ou i suc de llimona.
Als Estats Units és molt comú guarnir el pastís amb nata muntada en comptes de merenga, cosa que mai es fa a Europa. N'existeixen altres variants, amb ingredients com ara el formatge de crema i la xocolata blanca, per exemple. Un pastís similar, tot i que diferent, és el pastís de formatge amb suc de llimona.